# Legé

Legé este o comună în departamentul Loire-Atlantique, Franța. În 2009 avea o populație de 4,232 de locuitori.